# 오버런 (항공)
오버런(overrun)은 항공에서는 항공기의 이상이나 활주로 등의 지리적인 문제, 기상 악화등의 자연현상의 문제나 항공기 승무원의 착각 등으로 인하여 항공기가 착륙 후 활주로를 벗어나는 것이다. 반대로는 언더 슛(undershoot)이 있으며, 오버런은 작게는 항공기의 파손, 크게는 인명 피해까지 일으킬 수 있다.